# Riềng Bình Nam
Riềng Bình Nam (danh pháp hai phần: Alpinia pinnanensis) là cây thân thảo thuộc họ Gừng.
Cây mọc ven suối và dưới tán rừng, có thể cao đến 1,5 m, ra hoa tháng 5 đến tháng 7. Thân rễ có thể dùng làm thuốc.
Cây có mặt ở Trung Quốc, Việt Nam (các tỉnh: Hòa Bình, Vĩnh Phúc).